# Wolfenstein (2009)
Wolfenstein är ett förstapersonsskjutarspel i science fiction-miljö, utvecklat av Raven Software, id Software, Pi Studios, och Endrant Studios och släppt av Activision. Det är uppföljaren till Return to Castle Wolfenstein. Spelet släpptes i Nordamerika den 18 augusti, i Australien den 19 augusti, och i Europa den 21 augusti 2009.

## Handling
Berättelsen utspelar sig i den fiktiva staden Isenstadt, som nazisterna har tagit full kontroll över. Platserna i spelet består av ett avlopp, en krog, ett sjukhus, en gård, en underjordisk gruvanläggning, en kyrka, SS huvudkontor, en utgrävningsplats och grottor, en konservfabrik, en radiostation, en paranormal bas, en bostad, ett slott och en flygfält.